# Mariya Stadnik
Mariya Stadnik (født 3. juni 1988) er en aserbajdsjansk bryder, der bryder freestyle. 
Hun har en bronzemedalje fra sommer-OL 2008 og en sølvmedalje fra sommer-OL 2012 og sommer-OL 2016.
Under sommer-OL 2020 i Tokyo , som blev afholdt i 2021, tog hun bronze.